# 東約特蘭女公爵艾絲黛拉公主
艾絲黛拉·西爾維婭·埃娃·瑪麗（瑞典語：Estelle Silvia Ewa Mary，2012年2月23日—），是瑞典公主及維多利亞女王儲和丹尼爾親王的第一个孩子，為瑞典繼承順序第二位的王位繼承人，根據瑞典憲法，公主將會成為繼其母後瑞典史上第五位女王。艾絲黛拉公主在2012年2月23日於卡羅琳醫學院教學醫院出生，出生时身高51厘米，体重3.28公斤。封號為东约特兰女公爵（Hertiginna av Östergötland）。她的外公是卡尔十六世·古斯塔夫，舅舅是卡尔·菲利普王子。

## 受洗
艾絲黛拉公主於2012年5月22日在瑞典斯德哥爾摩皇室禮拜堂受洗。
她的教父教母有：舅舅卡爾·菲利普王子、荷蘭國王威廉-亞歷山大（時任威廉-亞歷山大王子）、丹麥王儲妃瑪麗、挪威王儲哈康、以及姑姑Anna Westling Söderström。

## 頭銜
- 2012年2月23日至今: 艾絲黛拉，瑞典公主及东约特兰女公爵殿下（Hennes Kungliga Höghet Princessan Estelle av Sverige, Hertiginna av Östergötland）